# 24 Horas de Le Mans de 1955

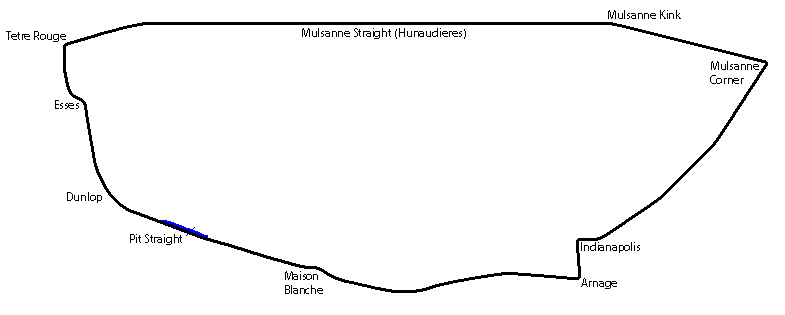
Le Mans em 1955

As 24 Horas de Le Mans de 1955 foi o 23º grande prêmio automobilístico das 24 Horas de Le Mans, tendo acontecido nos dias 11 e 12 de junho 1955 em Le Mans, França no autódromo francês, Circuit de la Sarthe.
A prova ficou marcada pelo mais grave acidente automobilístico em uma corrida de automóveis, considerado como o pior acidente da história do automobilismo mundial de todos os tempos com mais de 80 pessoas mortas (incluindo o piloto francês Pierre Levegh) e outras 120 feridas. As consequências da tragédia foram muitas, como o abandono das competições por parte da Mercedes e a proibição das corridas em diversos países.

## Resultados Finais[3]
| Posição | Classe | No | Equipe                                 | Piloto                                   | Chassis                      | Motor                   | Pneus | Voltas |
| ------- | ------ | -- | -------------------------------------- | ---------------------------------------- | ---------------------------- | ----------------------- | ----- | ------ |
| 1       | S 5.0  | 6  | Jaguar Cars Ltd.                       | Mike Hawthorn Ivor Bueb                  | Jaguar D-Type                | Jaguar 3.4L I6          | D     | 307    |
| 2       | S 3.0  | 23 | Aston Martin Ltd.                      | Peter Collins Paul Frère                 | Aston Martin DB3S            | Aston Martin 2.9L I6    | A     | 302    |
| 3       | S 5.0  | 10 | Ecurie Francorchamps                   | Johnny Claes Jacques Swaters             | Jaguar D-Type                | Jaguar 3.4L I6          | D     | 296    |
| 4       | S 1.5  | 37 | Porsche KG                             | Helmut Polensky Richard von Frankenberg  | Porsche 550/4 RS 1500 Spyder | Porsche 1.5L Flat-4     | D     | 284    |
| 5       | S 1.5  | 66 | Equipe Nationale Belga Gustave Olivier | Wolfgang Seidel Olivier Gendebien        | Porsche 550/4 RS 1500 Spyder | Porsche 1.5L Flat-4     | D     | 276    |
| 6       | S 1.5  | 62 | Porsche KG                             | Helm Glöckler Joroslav Juhan             | Porsche 550/4 RS 1500 Spyder | Porsche 1.5L Flat-4     | D     | 273    |
| 7       | S 2.0  | 34 | Bristol Aeroplane Company              | Peter S. Wilson Jim Mayers               | Bristol 450C Open            | Bristol 2.0L I6         | D     | 271    |
| 8       | S 2.0  | 33 | Bristol Aeroplane Company              | Mike Keen Tommy Line                     | Bristol 450C Open            | Bristol 2.0L I6         | D     | 270    |
| 9       | S 2.0  | 32 | Bristol Aeroplane Company              | Tommy Wisdom Jack Fairman                | Bristol 450C Open            | Bristol 2.0L I6         | D     | 268    |
| 10      | S 2.0  | 35 | Automobiles Frazer Nash Ltd.           | Marcel Becquart Richard Stoop            | Frazer Nash Sebring          | Bristol 2.0L I6         | D     | 260    |
| 11      | S 1.5  | 40 | Edgar Fronteras                        | Giulio Cabianca Giuseppe Scorbati        | O.S.C.A. MT-4 1500           | O.S.C.A. 1.5L I4        | P     | 256    |
| 12      | S 1.5  | 41 | MG Cars Ltd.                           | Ken Miles Johnny Lockett                 | MG EX182                     | MG 1.5L I4              | D     | 249    |
| 13      | S 1.1  | 49 | Porsche KG                             | Auguste Veuillet Zora Arkus-Duntov       | Porsche 550/4 Spyder         | Porsche 1.1L I4         | D     | 245    |
| 14      | S 2.0  | 28 | Standard Triumph Ltd.                  | Robert Dickson Ninian Sanderson          | Triumph TR2                  | Triumph 2.0L I4         | D     | 242    |
| 15      | S 2.0  | 29 | Standard Triumph Ltd.                  | Ken Richardson Bert Hadley               | Triumph TR2                  | Triumph 2.0L I4         | D     | 242    |
| 16      | S 750  | 63 | Ecurie Jeudy-Bonnet                    | Louis Cornet Robert Mougin               | DB HBR                       | Panhard 0.7L Flat-2     | D     | 236    |
| 17      | S 1.5  | 64 | MG Cars Ltd.                           | Ted Lund Hans Waeffler                   | MG EX182                     | MG 1.5L I4              | D     | 234    |
| 18      | S 1.5  | 65 | Gustave Olivier                        | Gustave Olivier Josef Jeser              | Porsche 550/4 Spyder         | Porsche 1.5L Flat-4     | D     | 234    |
| 19      | S 2.0  | 68 | Standard Triumph Ltd.                  | Leslie Brooke Mortimer Morris-Goodall    | Triumph TR2                  | Triumph 2.0L I4         | D     | 214    |
| 20      | S 750  | 59 | Ecurie Jeudy-Bonnet                    | Georges Trouis Louis Héry                | DB HBR                       | Panhard 0.7L Flat-2     | D     | 209    |
| 21      | S 1.1  | 47 | Cooper Car Company                     | Edgar Wadsworth John Brown               | Cooper T39                   | Coventry Climax 1.1L I4 | D     | 207    |
| 22 DNF  | S 3.0  | 16 | Officine Alfieri Maserati              | Luigi Musso Luigi Valenzano              | Maserati 300S                | Maserati 3.0L I6        | P     | 239    |
| 23 DNF  | S 3.0  | 22 | Briggs Cunningham                      | Briggs Cunningham Sherwood Johnston      | Cunningham C6-R              | Offenhauser 2.9L I4     | F     | 196    |
| 24 DNF  | S 5.0  | 7  | Jaguar Cars Ltd.                       | Tony Rolt Duncan Hamilton                | Jaguar D-Type                | Jaguar 3.4L I6          | D     | 186    |
| 25 DNF  | S 750  | 52 | Société Monopole                       | Jean Hémard Pierre Flahaut               | Monopole X88                 | Panhard 0.7L Flat-2     | D     | 145    |
| 26 DNF  | S 2.0  | 30 | Automobiles Gordini                    | Jacques Pollet Hermano da Silva Ramos    | Gordini T15S                 | Gordini 2.0L I8         | E     | 145    |
| 27 DNF  | S 750  | 60 | Automobili Stanguellini                | René Philippe Faure Pierre Duval         | Stanguellini 750 Bialbero    | Fiat 0.7L I4            | D     | 136    |
| 28 DNF  | S 3.0  | 19 | Daimler-Benz A.G.                      | Juan Manuel Fangio Stirling Moss         | Mercedes-Benz 300 SLR        | Mercedes-Benz 3.0L I8   | C     | 134    |
| 29 DNF  | S 3.0  | 21 | Daimler-Benz A.G.                      | Karl Kling André Simon                   | Mercedes-Benz 300 SLR        | Mercedes-Benz 3.0L I8   | C     | 130    |
| 30 DNF  | S 1.1  | 51 | Automobiles Panhard et Levassor        | René Cotton André Beaulieux              | Panhard VM5                  | Panhard 0.9L Flat-2     | D     | 108    |
| 31 DNF  | S 5.0  | 5  | Scuderia Ferrari                       | Maurice Trintignant Harry Schell         | Ferrari 121LM                | Ferrari 4.4L I6         | E     | 107    |
| 32 DNF  | S 5.0  | 8  | Jaguar Cars Ltd.                       | Don Beauman Norman Dewis                 | Jaguar D-Type                | Jaguar 3.4L I6          | D     | 106    |
| 33 DNF  | S 3.0  | 24 | Aston Martin Ltd.                      | Roy Salvadori Peter Walker               | Aston Martin DB3S            | Aston Martin 2.9L I6    | A     | 105    |
| 34 DNF  | S 3.0  | 12 | "Heldé"                                | Pierre-Louis Dreyfus Jean Lucas          | Ferrari 750 Monza            | Ferrari 3.0L I4         | D     | 104    |
| 35 DNF  | S 750  | 58 | Ecurie Jeudy-Bonnet                    | Paul Armagnac Gérard Laureau             | DB HBR                       | Panhard 0.7L Flat-2     | D     | 101    |
| 36 DNF  | S 1.1  | 50 | Automobiles Panhard et Levassor        | Pierre Chancel Robert Chancel            | Panhard VM5                  | Panhard 0.9L Flat-2     | D     | 94     |
| 37 DNF  | S 2.0  | 31 | Officine Alfieri Maserati              | Carlo Tomasi Francesco Giardini          | Maserati 200S                | Maserati 2.0L I4        | P     | 96     |
| 38 DNF  | S 5.0  | 1  | Aston Martin Lagonda Ltd.              | Reg Parnell Dennis Poore                 | Lagonda DP166                | Lagonda 4.5L V12        | A     | 93     |
| 39 DNF  | S 3.0  | 25 | Aston Martin Ltd.                      | Tony Brooks John Riseley-Pritchard       | Aston Martin DB3S            | Aston Martin 2.9L I6    | A     | 83     |
| 40 DNF  | S 3.0  | 27 | Jean-Paul Colas                        | Jean-Paul Colas Jacques Dewez            | Salmson 2300S Spyder         | Salmson 2.3L I4         | D     | 82     |
| 41 DNF  | S 5.0  | 3  | Scuderia Ferrari                       | Umberto Maglioli Phil Hill               | Ferrari 121LM                | Ferrari 4.4L I6         | E     | 76     |
| 42 DNF  | S 1.5  | 38 | Walter Ringgenberg                     | Walter Ringgenberg Hans-Jörg Gilomen     | Porsche 550/4 Spyder         | Porsche 1.5L Flat-4     | D     | 65     |
| 43 DNF  | S 1.5  | 43 | Connaught Engineering                  | Kenneth McAlpine Eric Thompson           | Connaught AL/SR              | Lea-Francis 1.5L I4     | D     | 60     |
| 44 DNF  | S 2.0  | 69 | Alexandre Constantin                   | Jacques Savoye Jacques Poch              | Constantin C Barquette       | Peugeot 2.0L I4         | E     | 52     |
| 45 DNF  | S 5.0  | 4  | Scuderia Ferrari                       | Eugenio Castellotti Count Paolo Marzotto | Ferrari 121LM                | Ferrari 4.4L I6         | E     | 52     |
| 46 DNF  | S 1.1  | 46 | Kieft Cars Ltd.                        | Alan Rippon Bill Merrick                 | Kieft                        | Coventry Climax 1.1L I4 | D     | 47     |
| 47 DNF  | S 5.0  | 9  | Briggs Cunningham                      | William Spear Phil Walters               | Jaguar D-Type                | Jaguar 3.4L I6          | F     | 43     |
| 48 DNF  | S 750  | 57 | Ecurie Jeudy-Bonnet                    | René Bonnet Claude Storez                | DB HBR                       | Panhard 0.7L Flat-2     | D     | 44     |
| 49 DNF  | S 5.0  | 11 | Cooper Car Company                     | Peter Whitehead Graham Whitehead         | Cooper T38                   | Jaguar 3.4L I6          | D     | 38     |
| 50 DNF  | S 3.0  | 20 | Daimler-Benz A.G.                      | Pierre Levegh John Fitch                 | Mercedes-Benz 300 SLR        | Mercedes-Benz 3.0L I8   | C     | 34     |
| 51 DNF  | S 2.0  | 36 | Automobiles Frazer Nash Ltd.           | Cecil Vard Dick Odlum                    | Frazer Nash Sebring          | Bristol 2.0L I6         | D     | 33     |
| 52 DNF  | S 750  | 53 | Société Monopole                       | Francis Navarro Jean de Montrémy         | Monopole Sport X88           | Panhard 0.7L Flat-2     | D     | 30     |
| 53 DNF  | S 3.0  | 26 | Lance Macklin                          | Lance Macklin Les Leston                 | Austin-Healey 100S           | BMC 2.7L I4             | D     | 28     |
| 54 DNF  | S 1.5  | 42 | MG Cars Ltd.                           | Dick Jacobs Joe Flynn                    | MG EX182                     | MG 1.5L I4              | D     | 27     |
| 55 DNF  | S 750  | 56 | Automobiles VP                         | Yves Giraud-Cabantous Yves Lesur         | VP 166R                      | Renault 0.7L I4         | D     | 26     |
| 56 DNF  | S 3.0  | 15 | Officine Alfieri Maserati              | Roberto Mières Cesare Perdisa            | Maserati 300S                | Maserati 3.0L I6        | P     | 24     |
| 57 DNF  | S 3.0  | 14 | Mike Sparken                           | Mike Sparken Masten Gregory              | Ferrari 750 Monza            | Ferrari 3.0L I4         | D     | 23     |
| 58 DNF  | S 750  | 61 | Nardi Automobili                       | Dr. Mario Damonte Roger Crovetto         | Nardi 750LM                  | Giannini 0.7L I4        | D     | 5      |
| 59 DNF  | S 1.5  | 39 | Kieft Cars Ltd.                        | Berwyn Baxter John Deeley                | Kieft                        | Coventry Climax 1.5L I4 | D     | 4      |
| DSQ     | S 1.1  | 48 | Lotus Engineering                      | Colin Chapman Ron Flockhart              | Lotus Mk9                    | Coventry Climax 1.1L I4 | D     | 99     |

Legenda :DNQ = Não largou - DNF = Abandono - NC = Não classificado - DSQ= Desqualificado